# Commonwealth Games 2022/Bowls – Doppel (Frauen)
Das Doppel der Frauen im Bowls bei den Commonwealth Games 2022 wurde vom 2. bis 6. August 2022 ausgetragen. Im Finale konnte sich Australien gegen England mit 19:18 durchsetzen.

## Format
Die 19 Mannschaften wurden in vier Gruppen aufgeteilt, drei mit jeweils fünf Teams, eine mit vier Teams. In diesen spielte jedes Team einmal gegen jedes andere und die jeweils beiden Gruppenbesten qualifizierten sich für das Viertelfinale. Von dort an wurde im K.-o.-System die Commonwealth-Sieger ermittelt.

## Teilnehmer
| Nation       | Teilnehmer                              |
| ------------ | --------------------------------------- |
| Australien   | Kristina Krstic Ellen Ryan              |
| Brunei       | Esmawandy Brahim Norafizah Matossen     |
| Cookinseln   | Matapa Puia Nooroa Mataio               |
| England      | Amy Pharaoh Sophie Tolchard             |
| Fidschi      | Litia Tikoisuva Losalini Tukai          |
| Guernsey     | Lucy Beere Rosemary Ogier               |
| Indien       | Lovely Choubey Nayanmoni Saikia         |
| Kanada       | Jordan Kos Jacqueline Lee Foster        |
| Malaysia     | Siti Zalina Ahmad Emma Firyana Saroji   |
| Malta        | Connie-Leigh Rixon Rebecca Louise Rixon |
| Niue         | Hina Rereiti Olivia Eunice Buckingham   |
| Neuseeland   | Selina Goddard Katelyn Inch             |
| Nordirland   | Megan Devlin Shauna O’Neill             |
| Norfolkinsel | Carmen Anderson Shae Wilson             |
| Schottland   | Claire Johnston Hannah Smith            |
| Südafrika    | Bridget Calitz Colleen Piketh           |
| Wales        | Caroline Taylor Sarah Nicholls          |

## Gruppenphase

### Gruppe A
| Nation       | Spiele | gew. | unent. | verl. | Pkt. gew. | Pkt verl. | Pkt diff. | Punkte |
| ------------ | ------ | ---- | ------ | ----- | --------- | --------- | --------- | ------ |
| Malaysia     | 4      | 3    | 0      | 1     | 81        | 63        | +18       | 9      |
| Norfolkinsel | 4      | 3    | 0      | 1     | 79        | 69        | +10       | 9      |
| Guernsey     | 4      | 2    | 1      | 1     | 74        | 59        | +15       | 7      |
| Cookinseln   | 4      | 1    | 0      | 3     | 52        | 81        | −29       | 3      |
| Malta        | 4      | 0    | 1      | 3     | 66        | 80        | −14       | 1      |

| Nation 1                  | Ergebnis                 | Nation 2                 |
| 2. August 2022, 8:30 Uhr  | 2. August 2022, 8:30 Uhr | 2. August 2022, 8:30 Uhr |
| ------------------------- | ------------------------ | ------------------------ |
| Malaysia                  | 22:19                    | Guernsey                 |
| Norfolkinsel              | 26:14                    | Cookinseln               |
| 3. August 2022, 8:30 Uhr  |                          |                          |
| Norfolkinsel              | 21:18                    | Malta                    |
| Cookinseln                | 10:18                    | Guernsey                 |
| 3. August 2022, 11:30 Uhr |                          |                          |
| Malaysia                  | 22:60                    | Cookinseln               |
| Malta                     | 17:17                    | Guernsey                 |
| 4. August 2022, 8:30 Uhr  |                          |                          |
| Malaysia                  | 20:16                    | Malta                    |
| Norfolkinsel              | 10:20                    | Guernsey                 |
| 4. August 2022, 11:30 Uhr |                          |                          |
| Malaysia                  | 17:22                    | Norfolkinsel             |
| Malta                     | 15:22                    | Cookinseln               |

### Gruppe B
| Nation     | Spiele | gew. | unent. | verl. | Pkt. gew. | Pkt verl. | Pkt diff. | Punkte |
| ---------- | ------ | ---- | ------ | ----- | --------- | --------- | --------- | ------ |
| Neuseeland | 3      | 3    | 0      | 0     | 56        | 35        | +21       | 9      |
| Indien     | 3      | 1    | 1      | 1     | 48        | 40        | +8        | 4      |
| Südafrika  | 3      | 1    | 1      | 1     | 52        | 44        | +         | 4      |
| Niue       | 3      | 0    | 0      | 3     | 31        | 68        | −37       | 0      |

| Nation 1                  | Ergebnis                 | Nation 2                 |
| 2. August 2022, 8:30 Uhr  | 2. August 2022, 8:30 Uhr | 2. August 2022, 8:30 Uhr |
| ------------------------- | ------------------------ | ------------------------ |
| Südafrika                 | 26:90                    | Niue                     |
| Indien                    | 09:18                    | Neuseeland               |
| 3. August 2022, 8:30 Uhr  |                          |                          |
| Südafrika                 | 10:19                    | Neuseeland               |
| Indien                    | 23:6                     | Niue                     |
| 3. August 2022, 11:30 Uhr |                          |                          |
| Südafrika                 | 16:16                    | Indien                   |
| Neuseeland                | 19:16                    | Niue                     |

### Gruppe C
| Nation     | Spiele | gew. | unent. | verl. | Pkt. gew. | Pkt verl. | Pkt diff. | Punkte |
| ---------- | ------ | ---- | ------ | ----- | --------- | --------- | --------- | ------ |
| England    | 3      | 3    | 0      | 0     | 52        | 33        | +19       | 9      |
| Nordirland | 3      | 1    | 0      | 2     | 47        | 43        | +4        | 3      |
| Fidschi    | 3      | 1    | 0      | 2     | 43        | 51        | −8        | 3      |
| Schottland | 3      | 1    | 0      | 2     | 35        | 50        | −15       | 3      |

| Nation 1                  | Ergebnis                 | Nation 2                 |
| 2. August 2022, 8:30 Uhr  | 2. August 2022, 8:30 Uhr | 2. August 2022, 8:30 Uhr |
| ------------------------- | ------------------------ | ------------------------ |
| Schottland                | 16:13                    | Fidschi                  |
| England                   | 14:13                    | Nordirland               |
| 3. August 2022, 8:30 Uhr  |                          |                          |
| Schottland                | 12:18                    | Nordirland               |
| England                   | 19:13                    | Fidschi                  |
| 3. August 2022, 11:30 Uhr |                          |                          |
| Schottland                | 07:19                    | England                  |
| Nordirland                | 16:17                    | Fidschi                  |

### Gruppe D
| Nation     | Spiele | gew. | unent. | verl. | Pkt. gew. | Pkt verl. | Pkt diff. | Punkte |
| ---------- | ------ | ---- | ------ | ----- | --------- | --------- | --------- | ------ |
| Australien | 3      | 3    | 0      | 0     | 85        | 35        | +50       | 9      |
| Wales      | 3      | 1    | 1      | 1     | 58        | 45        | +13       | 4      |
| Brunei     | 3      | 1    | 0      | 2     | 37        | 63        | −26       | 3      |
| Kanada     | 3      | 0    | 1      | 2     | 34        | 71        | −37       | 1      |

| Nation 1                  | Ergebnis                 | Nation 2                 |
| 2. August 2022, 8:30 Uhr  | 2. August 2022, 8:30 Uhr | 2. August 2022, 8:30 Uhr |
| ------------------------- | ------------------------ | ------------------------ |
| Kanada                    | 16:16                    | Wales                    |
| Australien                | 24:14                    | Brunei                   |
| 3. August 2022, 8:30 Uhr  |                          |                          |
| Kanada                    | 12:15                    | Brunei                   |
| Australien                | 21:15                    | Wales                    |
| 3. August 2022, 11:30 Uhr |                          |                          |
| Kanada                    | 06:40                    | Australien               |
| Brunei                    | 08:27                    | Wales                    |

## Endrunde

### Viertelfinale
| Nation 1                 | Ergebnis                 | Nation 2                 |
| 5. August 2022, 8:30 Uhr | 5. August 2022, 8:30 Uhr | 5. August 2022, 8:30 Uhr |
| ------------------------ | ------------------------ | ------------------------ |
| Malaysia                 | 15:11                    | Nordirland               |
| Neuseeland               | 16:15                    | Wales                    |
| England                  | 18:14                    | Indien                   |
| Australien               | 19:12                    | Norfolkinsel             |

### Halbfinale
| Nation 1                  | Ergebnis                  | Nation 2                  |
| 5. August 2022, 12:00 Uhr | 5. August 2022, 12:00 Uhr | 5. August 2022, 12:00 Uhr |
| ------------------------- | ------------------------- | ------------------------- |
| Malaysia                  | 10:13                     | Australien                |
| Neuseeland                | 12:19                     | England                   |

### Spiel um Bronze
| Nation 1                 | Ergebnis                 | Nation 2                 |
| 6. August 2022, 8:30 Uhr | 6. August 2022, 8:30 Uhr | 6. August 2022, 8:30 Uhr |
| ------------------------ | ------------------------ | ------------------------ |
| Malaysia                 | 15:20                    | Neuseeland               |

### Finale
| Nation 1                 | Ergebnis                 | Nation 2                 |
| 6. August 2022, 8:30 Uhr | 6. August 2022, 8:30 Uhr | 6. August 2022, 8:30 Uhr |
| ------------------------ | ------------------------ | ------------------------ |
| Australien               | 19:18                    | England                  |